# Steltloperleguanen
Steltloperleguanen (Plica) zijn een geslacht van hagedissen uit de familie kielstaartleguaanachtigen (Tropiduridae).

## Naam en indeling
De wetenschappelijke naam van de groep werd voor het eerst voorgesteld door John Edward Gray in 1831. Er zijn acht soorten, waarvan er vier pas in 2013 voor het eerst wetenschappelijk zijn beschreven. In de literatuur wordt daarom vaak een lager soortenaantal vermeld.
Steltloperleguanen werden lange tijd tot de familie leguanen (Iguanidae) gerekend maar worden tegenwoordig als vertegenwoordigers van de familie kielstaartleguanen (Tropiduridae) gezien.

### Soorten
Het geslacht omvat de volgende soorten, met de auteur en het verspreidingsgebied.
| Naam                                  | Auteur                 | Verspreidingsgebied                                                                   |
| ------------------------------------- | ---------------------- | ------------------------------------------------------------------------------------- |
| Plica caribeana                       | Murphy & Jowers, 2013  | Trinidad en Tobago, Venezuela                                                         |
| Plica kathleenae                      | Murphy & Jowers, 2013  | Guyana                                                                                |
| Plica lumaria                         | Donnelly & Myers, 2001 | Venezuela                                                                             |
| Plica medemi                          | Murphy & Jowers, 2013  | Colombia                                                                              |
| Plica pansticta                       | Myers & Donnelly, 2001 | Venezuela                                                                             |
| Plica plica                           | Linnaeus, 1758         | Guyana, Suriname, Venezuela                                                           |
| Plica rayi                            | Murphy & Jowers, 2013  | Colombia, Venezuela                                                                   |
| Bonte steltloperleguaan (Plica umbra) | Linnaeus, 1758         | Bolivia, Brazilië, Colombia, Ecuador, Frans-Guyana, Guyana, Peru, Suriname, Venezuela |

## Uiterlijke kenmerken

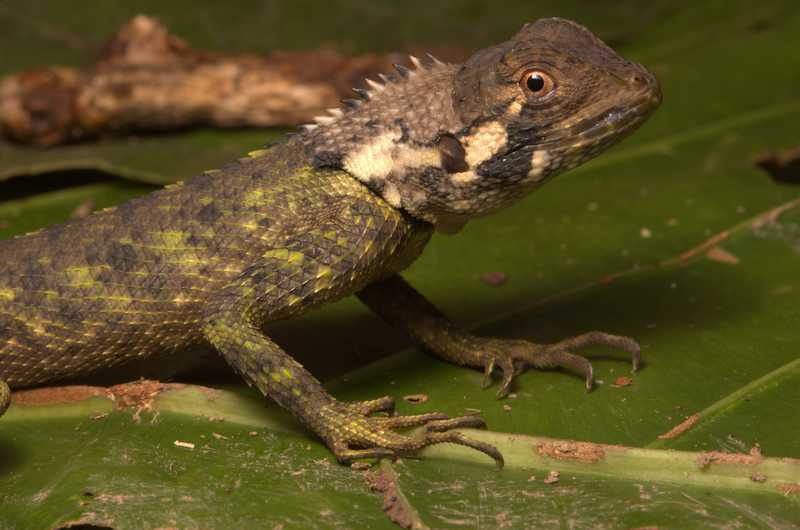
Bonte steltloperleguaan (Plica umbra), met duidelijke halsplooi en stekelkammen.

Steltloperlaguanen danken hun naam aan de relatief lange poten. De hagedissen hebben kammen op de nek en in de rug. De ogen zijn relatief hoog op de kop gepositioneerd. Achter de kop is een duidelijke huidplooi aanwezig. De tenen zijn lang en gekromd. Veel soorten hebben opvallende bonte kleuren.

## Verspreiding en habitat
Alle soorten komen voor in delen van noordelijk Zuid-Amerika en leven in de landen Bolivia, Brazilië, Colombia, Ecuador, Frans-Guyana, Guyana, Peru, Suriname, Trinidad en Tobago en Venezuela. De habitat bestaat uit drogere gebieden zoals scrubland en rotsige terreinen. Het zijn bewoners van boomstammen, ze hebben in vergelijking met andere hagedissen weinig behoefte aan warmte. De soorten lijken wat betreft gedrag en uiterlijk sterk op de mopskopleguaan (Uranoscodon superciliosus), maar zijn in tegenstelling tot deze soort niet gebonden aan water.

## Beschermingsstatus
Door de internationale natuurbeschermingsorganisatie IUCN is aan twee soorten een beschermingsstatus toegewezen. Plica lumaria en Plica pansticta worden gezien als 'veilig' (Least Concern of LC).